# Міжнародний кінофестиваль у Мар-дель-Плата
Міжнародний кінофестиваль у Мар-дель-Платі (ісп. Festival Internacional de Cine de Mar del Plata) — щорічний міжнародний кінофестиваль, що проходить у місті Мар-дель-Плата (Аргентина). Належить до найвищої категорії «A» Міжнародної федерації асоціацій кінопродюсерів (FIAPF) разом з фестивалями у Каннах, Берліні, Венеції.

## Історія

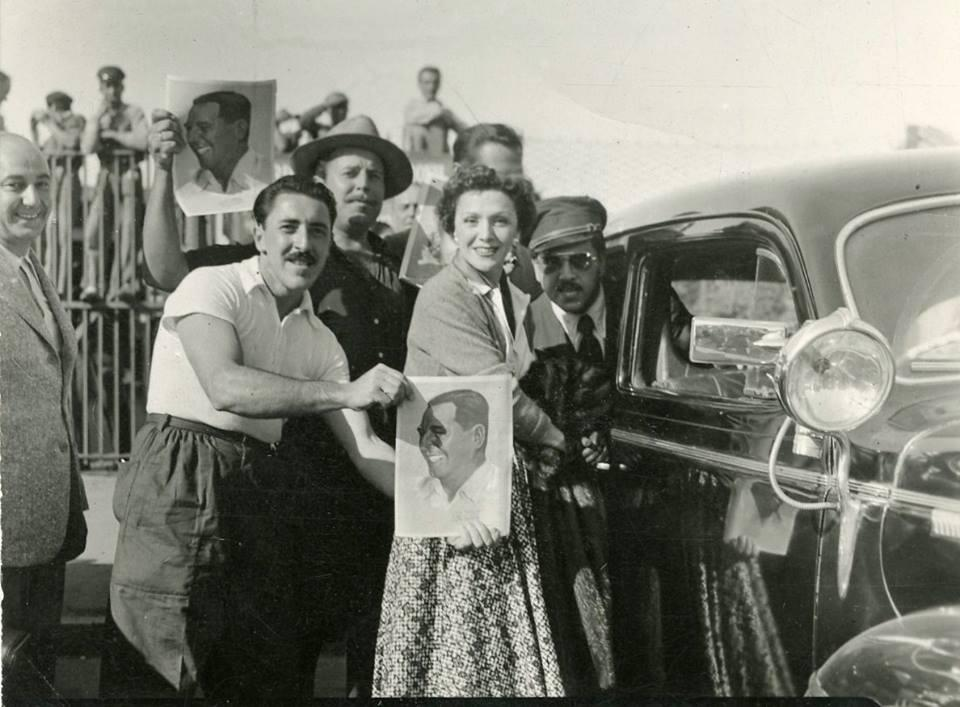
Перший фестиваль (1954 р.)

Заснований 1954 року за побажанням тодішнього президента Аргентини Хуана Домінго Перона. З 1954 до 1958 фестиваль не був змаганням, а лише показом фільмів.
1964 року фестиваль тимчасово переїхав до Буенос-Айреса та відбувся під назвою Міжнародний Кінофестиваль Республіки Аргентина.
В березні 1965 у фестивалі у Мар-дель-Плата брав участь український фільм «Тіні забутих предків». Фільм показали ввечері передостаннього дня фестивалю в кінотеатрі «Негаро». За підсумками фестивалю картину нагородили «Південним хрестом», а також призом ФІПРЕССІ за колір, світло та спецефекти.
У 1967 та 1969 роках фестиваль не проводився.
Після 1970 фестиваль припинив своє існування на 25 років. 1996 року фестиваль після численних невдалих спроб нарешті вдалося повністю відновити. Спочатку фестиваль проводився у листопаді, з 2001 — у березні, а з 2008 знову у листопаді. На цьому етапі фестиваль отримав акредитацію найвищої категорії А від організації FIAPF.

## Нагороди

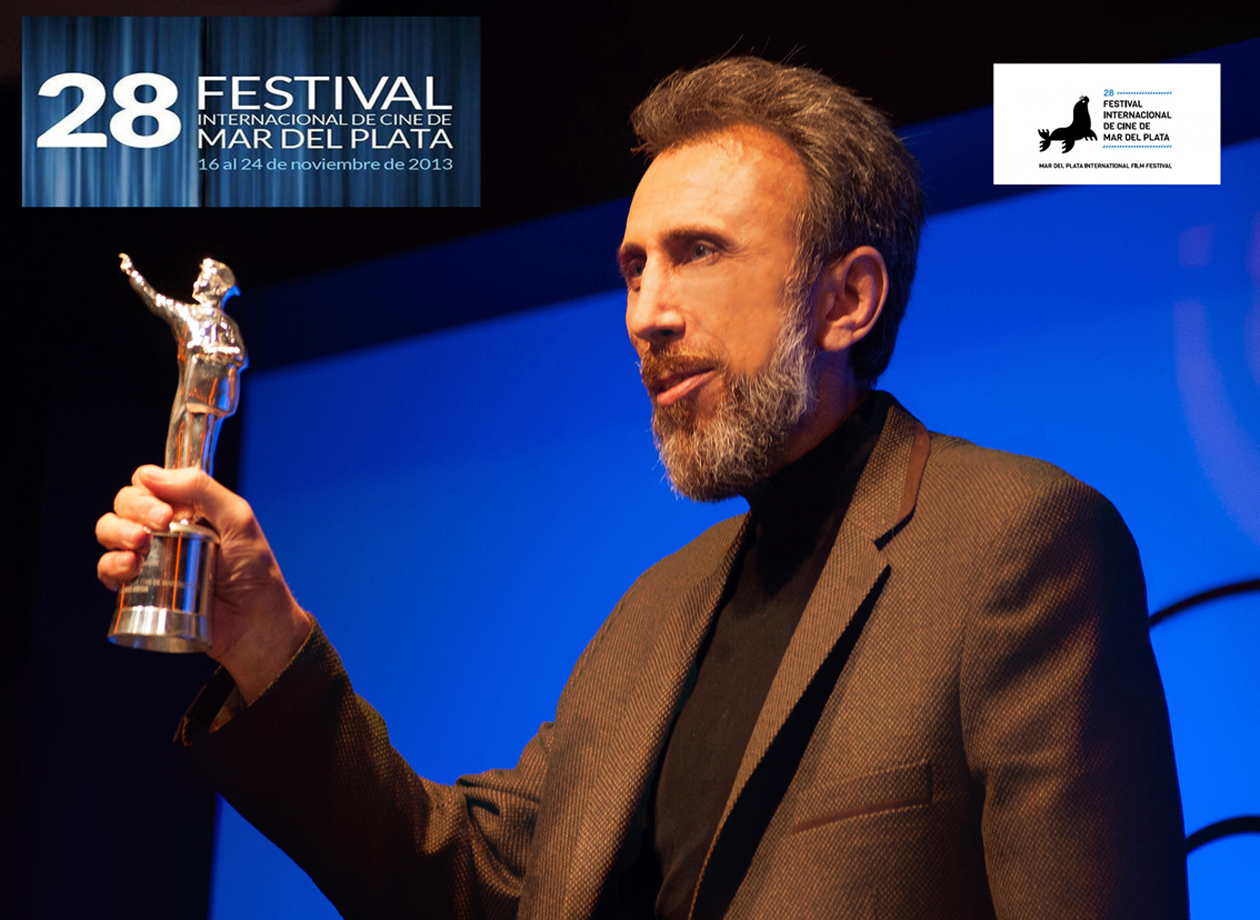
Хусейн Шахабі тримає нагороду фестивалю

Спочатку премія фестивалю називалася Омбу (ісп. Ombú), але 2004 року її перейменували на Астор на честь Астора П'яццоли, який жив у місті Мар-дель-Плата.
Журі фестивалю міжнародне і складається з діячів кіно, артистів, викладачів та теоретиків кіно.
Наразі нагороди фестивалю присуджуються за найкращу кінострічку, найкращу режисуру, найкращу жіночу роль, найкращу чоловічу роль, найкращий сценарій, найкращу латиноамериканську стрічку, а також є спеціальна премія журі.